# Calciatore dell'anno (Finlandia)
Il titolo di calciatore finlandese dell'anno (Vuoden jalkapalloilija) è un premio calcistico assegnato dalla Federazione finlandese al miglior giocatore finlandese dell'anno solare.

## Premio assegnato dai giornalisti sportivi
- 1947 - Leo Turunen  Sudet Helsinki
- 1948 - Thure Sarnola  HPS
- 1949 - Aulis Rytkönen  KuPS Kuopio
- 1950 - Aulis Rytkönen  KuPS Kuopio
- 1951 - Kalevi Lehtovirta  Pyrkivä Turku
- 1952 - Aulis Rytkönen  KuPS Kuopio
- 1953 - Mauno Rintanen  HJK
- 1954 - Matti Hiltunen  KPT Kuopio
- 1955 - Matti Jokinen  VIFK Vaasa
- 1956 - Lauri Lehtinen  HJK
- 1957 - Alpo Lintamo  HPS
- 1958 - Kai Pahlman  HPS
- 1959 - Unto Nevalainen  HIFK
- 1960 - Juhani Peltonen,  Haka
- 1961 - Olli Heinonen  Lahden Reipas
- 1962 - Juhani Peltonen,  Haka
- 1963 - Olli Heinonen  Lahden Reipas
- 1964 - Juhani Peltonen,  Haka/ Amburgo
- 1965 - Juhani Peltonen,  Amburgo
- 1966 - Matti Mäkelä  UponP Lahti
- 1967 - Lars Näsman,  UponP Lahti
- 1968 - Timo Nummelin  TPS
- 1969 - Seppo Kilponen,  OPS Oulu
- 1970 - Timo Kautonen,  Lahden Reipas
- 1971 - Arto Tolsa,  Beerschot VAC
- 1972 - Miikka Toivola  TPS
- 1973 - Jouko Suomalainen  KPT Kuopio
- 1974 - Arto Tolsa,  Beerschot VAC
- 1975 - Göran Enckelman,  TPS
- 1976 - Aki Heiskanen  KPT Kuopio
- 1977 - Arto Tolsa,  Beerschot VAC
- 1978 - Atik Ismail  HJK
- 1979 - Seppo Pyykkö,  Oulun Palloseura
- 1980 - Aki Lahtinen,  Oulun Palloseura

- 1981 - Juha Dahllund,  HJK
- 1982 - Pasi Rautiainen,  Werder Brema/ Arminia Bielefeld
- 1983 - Kari Ukkonen,  Cercle Brugge
- 1984 - Olli Huttunen,  Haka
- 1985 - Ismo Lius,  Kuusysi Lahti
- 1986 - Esa Pekonen  Kuusysi Lahti
- 1987 - Ari Hjelm,  Ilves
- 1988 - Mika-Matti Paatelainen,  Dundee Utd
- 1989 - Ari Heikkinen  TPS
- 1990 - Jari Litmanen,  Lahden Reipas
- 1991 - Marko Myyry,  K.S.C. Lokeren
- 1992 - Jari Litmanen,  MyPa/ Ajax
- 1993 - Jari Litmanen,  Ajax
- 1994 - Jari Litmanen,  Ajax
- 1995 - Jari Litmanen,  Ajax
- 1996 - Jari Litmanen,  Ajax
- 1997 - Jari Litmanen,  Ajax
- 1998 - Jari Litmanen,  Ajax
- 1999 - Sami Hyypiä,  Willem II /  Liverpool
- 2000 - Jari Litmanen,  Barcellona
- 2001 - Sami Hyypiä,  Liverpool
- 2002 - Sami Hyypiä,  Liverpool
- 2003 - Sami Hyypiä,  Liverpool
- 2004 - Antti Niemi,  Southampton
- 2005 - Sami Hyypiä,  Liverpool
- 2006 - Sami Hyypiä,  Liverpool
- 2007 - Jussi Jääskeläinen,  Bolton Wanderers
- 2008 - Petri Pasanen,  Werder Brema
- 2009 - Sami Hyypiä,  Liverpool /  Bayer Leverkusen
- 2010 - Sami Hyypiä,  Bayer Leverkusen
- 2011 - Roman Erëmenko,  Dinamo Kiev /  Rubin
- 2012 - Niklas Moisander,  AZ Alkmaar /  Ajax
- 2013 - Niklas Moisander,  Ajax
- 2014 - Roman Erëmenko,  Rubin /  CSKA Mosca
- 2015 - Roman Erëmenko,  CSKA Mosca
- 2016 - Lukáš Hrádecký,  Eintracht Francoforte
- 2017 - Lukáš Hrádecký,  Eintracht Francoforte
- 2018 - Lukáš Hrádecký,  Eintracht Francoforte

## Premio assegnato dallaSuomen Palloliitto
- 1953 - Mauno Rintanen  HJK
- 1954 - Pekka Kupiainen  Jäntevä Kotka
- 1955 - Matti Jokinen  VIFK Vaasa
- 1956 - Lauri Lehtinen  HJK
- 1957 - Alpo Lintamo  HPS
- 1958 - Kai Pahlman  HPS
- 1959 - Unto Nevalainen  HIFK
- 1960 - Juhani Peltonen,  Haka
- 1961 - Olli Heinonen  Lahden Reipas
- 1962 - Juhani Peltonen,  Haka
- 1963 - Olli Heinonen  Lahden Reipas
- 1964 - Juhani Peltonen,  Haka/ Amburgo
- 1965 - Lars Näsman,  Lahden Reipas
- 1966 - Pertti Mäkipää  UponP Lahti
- 1967 - Timo Kautonen,  Lahden Reipas
- 1968 - Jouni Jalonen  TPS
- 1969 - Tommy Lindholm,  HIFK
- 1970 - Timo Kautonen,  Lahden Reipas
- 1971 - Arto Tolsa,  Beerschot VAC
- 1972 - Miikka Toivola  TPS
- 1973 - Jouko Suomalainen  KPT Kuopio
- 1974 - Arto Tolsa,  Beerschot VAC
- 1975 - Göran Enckelman,  TPS Turku
- 1976 - Ari Mäkynen  VPS Vaasa
- 1977 - Arto Tolsa,  Beerschot VAC
- 1978 - Miikka Toivola  HJK
- 1979 - Seppo Pyykkö,  Oulun Palloseura
- 1980 - Aki Lahtinen,  Oulun Palloseura
- 1981 - Aki Lahtinen,  Oulun Palloseura /  Notts County
- 1982 - Olli Huttunen,  Haka
- 1983 - Kari Ukkonen,  Cercle Brugge
- 1984 - Olli Huttunen,  Haka

- 1985 - Jukka Ikäläinen,  Örgryte IS /  Kemin Palloseura
- 1986 - Petri Tiainen  Kuusysi Lahti /  Ajax
- 1987 - Ari Hjelm,  Ilves
- 1988 - Mika-Matti Paatelainen,  Dundee Utd
- 1989 - Jari Europaeus  Rovaniemen Palloseura
- 1990 - Jari Litmanen,  Lahden Reipas
- 1991 - Marko Myyry,  K.S.C. Lokeren
- 1992 - Jari Litmanen,  MyPa /  Ajax
- 1993 - Jari Litmanen,  Ajax
- 1994 - Jari Litmanen,  Ajax
- 1995 - Jari Litmanen,  Ajax
- 1996 - Jari Litmanen,  Ajax
- 1997 - Jari Litmanen,  Ajax
- 1998 - Jari Litmanen,  Ajax
- 1999 - Sami Hyypiä,  Willem II /  Liverpool
- 2000 - Jari Litmanen,  Barcellona
- 2001 - Sami Hyypiä,  Liverpool
- 2002 - Sami Hyypiä,  Liverpool
- 2003 - Sami Hyypiä,  Liverpool
- 2004 - Antti Niemi,  Southampton
- 2005 - Sami Hyypiä,  Liverpool
- 2006 - Sami Hyypiä,  Liverpool
- 2007 - Jussi Jääskeläinen,  Bolton Wanderers
- 2008 - Sami Hyypiä,  Liverpool
- 2009 - Sami Hyypiä,  Liverpool /  Bayer Leverkusen
- 2010 - Sami Hyypiä,  Bayer Leverkusen
- 2011 - Roman Erëmenko,  Dinamo Kiev /  Rubin
- 2012 - Niklas Moisander,  AZ Alkmaar /  Ajax
- 2013 - Niklas Moisander,  Ajax
- 2014 - Roman Erëmenko,  Rubin /  CSKA Mosca
- 2015 - Tim Sparv,  Midtjylland
- 2016 - Lukáš Hrádecký,  Eintracht Francoforte
- 2017 - Lukáš Hrádecký,  Eintracht Francoforte
- 2018 - Lukáš Hrádecký,  Eintracht Francoforte
- 2019 - Teemu Pukki,  Norwich City
- 2020 - Teemu Pukki,  Norwich City
- 2021 - Lukáš Hrádecký,  Bayer Leverkusen
- 2022 - Glen Kamara,  Rangers
- 2023 - Lukáš Hrádecký,  Bayer Leverkusen
- 2024 - Lukáš Hrádecký,  Bayer Leverkusen